# Circo Arlette Gruss
El Circo Arlette Gruss es un circo francés fundado por Arlette Gruss y su marido Georgika Kobann en 1985. Desde la muerte de Arlette Gruss en 2006, su director es Gilbert Gruss, su hijo. En 2018, el Circo Arlette Gruss recibió el Big Top Label, uno de los máximos galardones en el mundo del circo, un sello de garantía y calidad que otorga el Parlamento Europeo.

## Historia

### Génesis: La primera carpa
En 1985, el circo Arlette Gruss debutó en Irlanda, donde el público era escaso. A finales de diciembre de ese año, el circo llegó a Francia. En 1986, el circo realizó su primera gira por Francia. En esta primera temporada, los espectadores eran escasos.
Su equipo, formado por unas quince personas, estaba compuesto entonces por familiares y algunos entusiastas. En aquel momento, el circo francés estaba en crisis. Muchos circos de prestigio habían cesado su actividad. Arlette Gruss quería cambiar mentalidades, así que se lanzó a proponer algunas innovaciones. El diseño interior de la carpa eliminó el plástico en favor del terciopelo. Los proyectores eran pocos, Gilbert Gruss los optimizó. El espectáculo estuvo compuesto esencialmente por miembros de la familia. La organización del recorrido garantizaba que se evitaran paradas de un solo día. Unas cincuenta localidades acogieron al circo cada año en las mismas fechas. Michel Palmer asumió el puesto de maestro de ceremonias. Arlette Gruss adoptó el lema: “Marque la diferencia con nosotros" (Avec nous, faites la différence).

### 1987 - 1993: La tercera carpa
A partir de 1987, el público aumentó. En 1988, Gilbert Gruss comenzó a diseñar los programas, tarea a la que se dedicó a partir de entonces. Con este impulso, Arlette Gruss presentó su espectáculo en París en diciembre de 1989, en la explanada (pelouse) de Reuilly. En esta ocasión, Jean Kriegel, director del cabaret Paradis Latin, entregó al circo el Trophée de la qualité (Trofeo de calidad).
En diciembre de 1990, Gilbert Gruss recibió en París una nueva carpa que priorizaba la comodidad del espectador: no tenía mástiles intermedios, el acceso a los palcos y gradas se realizaba a través de una tarima, los asientos eran envolventes para individualizar cada plaza y también era accesible para personas con movilidad reducida. La cantante y actriz Line Renaud fue quién bautizó esta nueva carpa.
A partir de 1991, una orquesta de seis músicos reemplazó las bandas sonoras grabadas, siendo en aquel momento la única orquesta de circo en vivo.  Frédéric Manoukian, director de orquesta y arreglista del Cirque National Alexis Gruss, se encargó de las creaciones musicales y las adaptaciones en su tiempo libre.
En 1992, Arlette Gruss formó parte del jurado del 18º Festival Internacional de Circo de Montecarlo. Además, su circo recibió el Premio Nacional de Circo.  En noviembre del mismo año, el Circo Arlette Gruss fue elegido para acoger la Gala de la Prensa en París. Se organizó una velada a beneficio de la Asociación Perce-neige presidida por Lino Ventura, en favor de las personas con discapacidad intelectual. La caída de la Unión Soviética permitió, además, que el circo acogiera por primera vez a artistas rusos. A partir de 1993, France 3 grabó y emitió el espectáculo. Sus sucesivos presentadores fueron Julien Lepers, Vincent Perrot, Nancy Sinatra, Pascal Brunner y el maestro de ceremonias Sergio. 
A medida que pasaron las temporadas, el número de ciudades visitadas disminuyó. Para fidelizar al máximo a sus clientes, las localidades se comprometían a acoger el circo cada año en la misma época (por ejemplo: Lille en marzo, Annecy en octubre o París en diciembre).

### 1994 - 1999: La segunda carpa
1994, la jirafa Willy hizo su aparición en la pista, y Yann Gruss, el hijo mayor de Arlette, sustituyó a otro domador herido, y presentó una amplia variedad de animales (osos, leones, tigres, panteras negras, guepardos, canguros, watuzis, boas, renos, cebúes, chimpancés, bueyes, etc.) y números de acrobacias con sus tigres como saltos rápidos y carreras en la jaula.
A finales de 1994 y principios de 1995, Gilbert Gruss se hizo con una nueva carpa. Esta, de cúpula octogonal, tenía una estructura modular. Su capacidad podía aumentar, en función de la necesidad, de 1 350 hasta 2 200 plazas. Fue el lugar elegido por los periodistas Yves Mourousi y Marie-Laure Augry para organizar una velada a la que asistió la élite de la política, del entretenimiento y de los medios. El Coro del Ejército Rojo dio un recital antes del espectáculo circense. A partir de este año, los artistas circenses procedían de todo el mundo. 
En 1996, el circo se instaló por primera vez en Burdeos. En 1997, la troupe Biasini se incorporó al circo. Fue entonces cuando Gilbert Gruss conoció a su futura esposa, Linda Biasini. El mismo año, a sugerencia del Primer Ministro, Arlette Gruss fue nombrada caballero de la la Legión de Honor francesa, distinción que le fue entregada por Alain Juppé. A partir de este momento, ingresó a la empresa Dominique Texier como organizador de la gira y responsable de prensa.
Lucien Gruss, hermano de Arlette Gruss, se unió al circo en 1998. Año en el que también regresó Kobann y sus leonas a la jaula.
Gilbert Gruss contrató talleres de creación de vestuario, como el atelier Abiscène. A la orquesta se sumaron nuevos instrumentistas, como el violín. La iluminación estuvo a cargo de Julien L'Homme. A partir de 1999, el vestuario estuvo diseñado por Roberto Roselló, que provenía de music hall y de la ópera. Esta temporada también fue el debut en la pista de Kévin Gruss, hijo de Gilbert y Brigitte (la primera esposa de Gilbert) y nieto de Arlette.

### 2000 - 2006: La cuarta carpa tras la tempestad
Arlette Gruss nunca quiso participar en la batalla entre el circo tradicional y el circo contemporáneo. Estaba convencida de que la riqueza del circo radica en su diversidad.
Durante su estancia en la explanada de Reuilly en París en diciembre de 1999, el circo perdió su carpa y sufrió otros daños y pérdidas en su infraestructura, durante la tempestad que azotó la capital la noche del 25 al 26 de diciembre con vientos huracanados de más de 170 km/h.  La carpa de sustitución llegó en apenas tres semanas en La Rochelle, en enero de 2000. 
Se estrenó entonces el espectáculo del 15º aniversario del circo Arlette Gruss: Arlette dépasse les bornes ("Arlette supera los límites"). Michel Palmer modificó su personaje como maestro de ceremonias, concibiéndolo como un actor que marca el ritmo del espectáculo.
En 2000, Arlette Gruss fue nombrada caballero de las Artes y las Letras por Catherine Trautmann  En su circo se modernizaron el vestuario y el flujo de sucesión de los números. El grafismo del cartel que se utilizó a lo largo del año 2000 sugería la atmósfera del espectáculo a diferencia de los carteles sencillos y sugerentes del circo clásico (un león rugiente, una cabeza de payaso, etc.).
En 2002, Gilbert Gruss contrató a un nuevo compositor canadiense: Germain Bourque. Este, después de haber trabajado en el Cirque du Soleil y en el Circo Knie, aportó una nueva tonalidad musical al circo. Su objetivo era asociar mejor la música con la imagen. Además, el circo participó en la Teletón, ayudó a diversas asociaciones solidarias (Prima, Laurette...) y organizó sesiones educativas para escuelas. También se organizaron jornadas de entrada reducida para facilitar el acceso al espectáculo.
En 2003 se incorporó una nueva pista, elevada a 40 cm del suelo sobre cilindros hidráulicos (sistema desarrollado y operado por Alexis Grüss padre y su hermano André Gruss en 1954; y más tarde utilizado por Jean Richard en su circo homónimo en los años 1970). Arthur Verstraete la diseñó. Su revestimiento era de tartán cubierto con una alfombra. Sus dos principales cualidades eran su horizontalidad y su solidez (soportaba el peso de cuatro elefantes).
En 2004, Lucien Gruss abandonó el circo y Gilbert lo reemplazó con la caballería. En 2005, Linda Gruss se hizo cargo de los caballos. Por otra parte, el circo reforzó su administración, convirtiéndose así en una pyme de 130 personas de 11 nacionalidades, con sede permanente y un presupuesto diario de 25 000 euros. Este también fue el año del 20º aniversario del circo, que se celebró con el espectáculo Rêves (Sueños).

### 2006: Fallecimiento de Arlette Gruss
El 2 de enero de 2006, Arlette Gruss falleció de cáncer en su casa de invierno de La Fontaine-Saint-Martin. El 6 de enero de 2006, amigos y artistas aplaudieron el paso de su ataúd. Gilbert Gruss pasó a ser el director del circo, además de encargarse de crear cada espectáculo con la ayuda del regidor Julien Lhomme. 
A partir de esta época, la decoración interior de la carpa se confió a los alumnos del instituto de formación profesional Léonard-de-Vinci de París, bajo la supervisión de su equipo docente. Las máscaras, tocados y sombreros del espectáculo estaban diseñados por William Guilhem y Emmanuel Blin y los fabricaban los talleres Lisadora. Catherine Gauthier, una artista familiarizada con el mundo del teatro, escribió los textos del espectáculo junto con Michel Palmer. Gilbert Gruss también contrató a una directora de casting, su segunda esposa Linda Biasini, y a una asesora coreográfica, Marisa Biasini, hermana de Linda.
Michel Palmer, el maestro de ceremonias del circo Arlette Gruss, se retiró al final de la temporada 2007 al terminar el espectáculo Pile ou Face (en español, Cara o Cruz). Esta temporada, también fue la última para el payaso Frisco (Guy Brunet), que actuó desde 1990.
En 2008, Claude Brunel desempeñó el papel de hilo conductor entre los números del espectáculo Mirages (en español, Espejismos). En esta temporada también debutó Laura-María Gruss, nieta de Arlette, hija de Gilbert y Linda, la sexta generación de la familia en trabajar en el mundo del circo.  Ese mismo año, Dominique Texier, el director de giras del circo, falleció en Rouen.

### 2009:La Catedral,una carpa revolucionaria

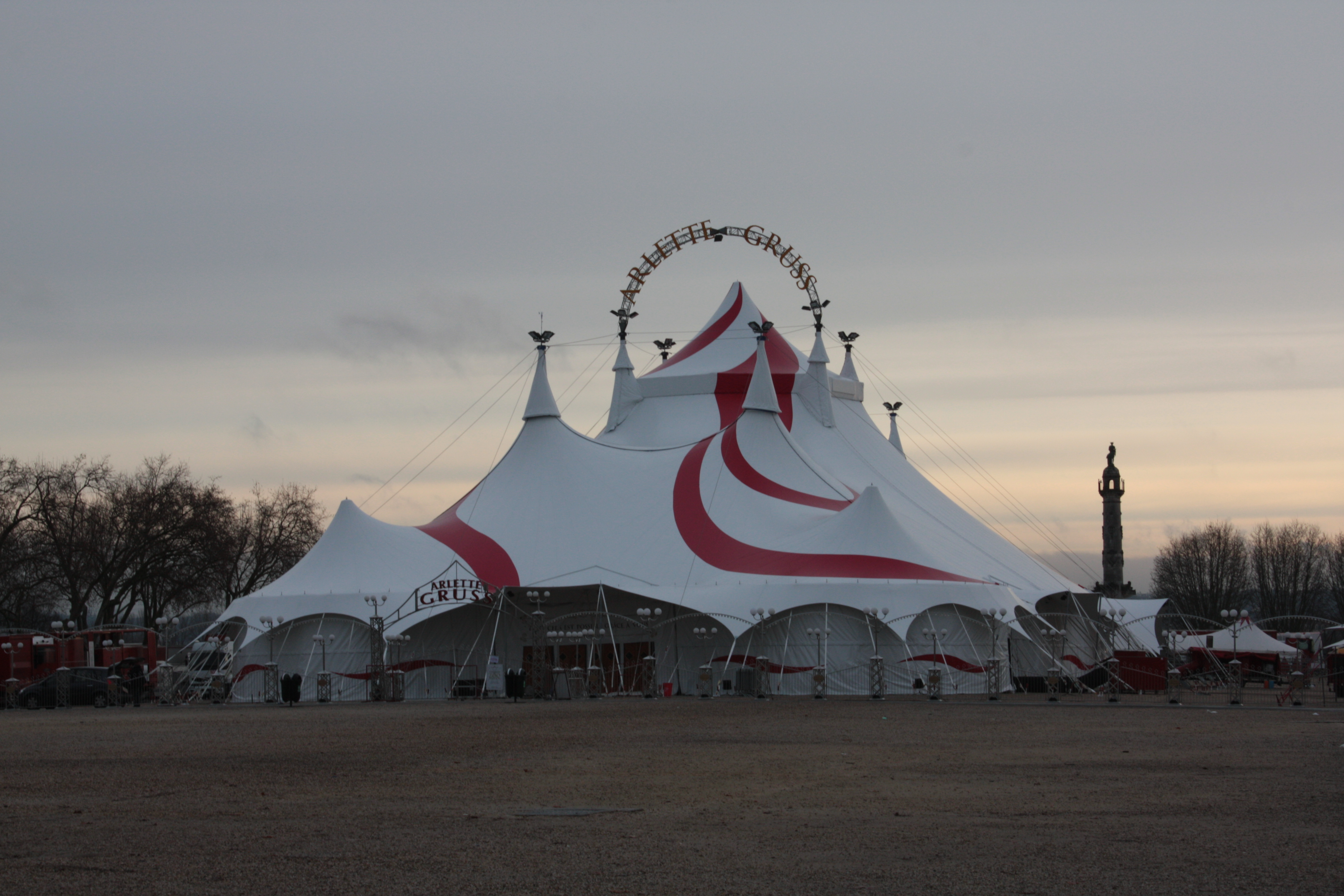
La Cathédrale en Burdeos en enero de 2009

Una nueva carpa, que se denominó La Cathédrale (en español, «La Catedral») fue concebida en Burdeos en 2009 a lo largo de cuatro meses. La lona fue fabricada en Francia, y las estructuras metálicas, en Italia. Reunió una carpa de recepción, sala de espectáculos y backstage. Su resistencia a las condiciones meteorológicas era excepcional para su tamaño: 49 metros por 85 metros, con una altura de 22 metros.Tenía capacidad para 1 500 asientos.
Germain Bourque se encargó de los arreglos musicales hasta 2009. Ese mismo año, Kévin Sagau ocupó la vacante del maestro de ceremonias. Aunque su rol fue discreto su primer año (apareciendo solo al final de La Cité du Cirque), en 2010 retomó el puesto en el espectáculo del 25 aniversario La Légende combinando poesía y canción en su presentación.

### 2010 a 2013: Evolución bajo la carpa

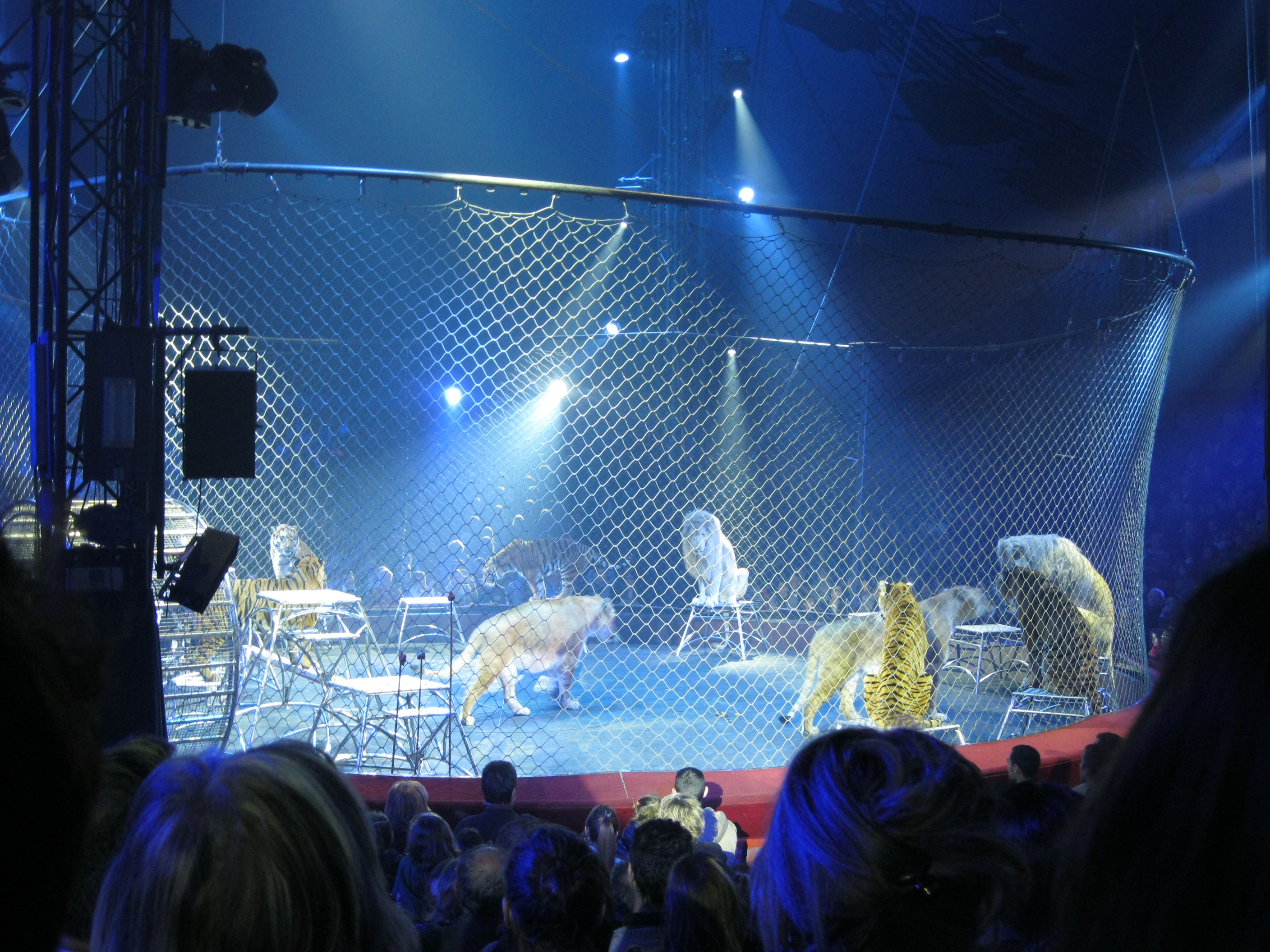
Tom Dieck y sus felinos en enero de 2013

El 25º aniversario del circo fue celebrado por la Patrouille de France, que sobrevoló la gran carpa el 16 de agosto de 2010. Ese año, el coreógrafo Bruno Agati incluyó danza en cada número con la colaboración de Linda y Marisa Biasini. La música corrió a cargo de Frédéric Manoukian.
En 2011, Christophe Denizot compuso la música de Poussières d'étoile. Dos cantantes líricos acompañaron ciertos números. Nora Gruss, hija de Arlette, cajera desde el comienzo del circo, se involucró en la asociación Le rêve de Norinia, para permitir que las personas discapacitadas (teniendo ella misma discapacidad) compartieran el mundo del circo.
En esta temporada, se creó una nueva entrada para los artistas. Situada varios metros por detrás de la anterior y oculta tras un telón rojo, una nueva infraestructura mecanizada por un sistema de elevación permitió subir y bajar la orquesta y facilitar así la entrada a la pista de aparejo de grandes dimensiones (en particular, el globo de la muerte para el motociclismo extremo en 2011 y 2012). Las gradas delanteras y, en consecuencia, la entrada de público, se reorganizaron para dividir los palcos premium en los lados par e impar y numerar el resto de las gradas. Ese mismo año, La Cathédrale se instaló en todas las ciudades de la gira (desde Burdeos hasta París).
El 27º espectáculo se tituló L'autre monde. Como cada año, el nuevo vestuario corrió a cargo de Roberto Rosello y la orquesta fue dirigida por Antony Saugé (que formaba parte del grupo de uno de sus predecesores, Frédéric Manoukian). Con respecto a los artistas, el número de la rueda de la muerte, ausente desde 2006, volvió a hacer su aparición bajo la carpa del Arlette Gruss. Tras esta temporada, Kévin Sagau, maestro de ceremonias, después de 4 años desempeñando este papel, se retiró provisionalmente del puesto.

### 2013 - 2015: Renovación de infraestructura y vuelta a los orígenes
La creación de 2013 de Gilbert Gruss y su equipo se tituló Symphonik. En este año se introdujeron en el circo novedades como las nuevas carpas para el zoológico. Los colores rojo y blanco protagonizan todo el material. Entre 2013 y 2015, Gilbert Gruss confió a la empresa PROCAR la renovación y modernización de su flota móvil con una inversión de 2,5 millones de euros: unidades logísticas móviles, semirremolques y remolques residenciales, remolques sanitarios, remolques de lavandería, las oficinas móviles, el comedor del personal, la taquilla y los baños escolares y públicos.
En 2014, Gilbert Gruss presentó su nuevo espectáculo, History, para el que regresaron el payaso André y Kévin Sagau como maestro de ceremonias.
Para el 30º aniversario del Cirque Arlette Gruss en 2015, Gilbert Gruss concibió un espectáculo de celebración en homenaje a Arlette Gruss. Con motivo de éste, volvieron el payaso Mathieu y los motociclistas con el globo de la muerte (presentes en 2011 y 2012), así como una nueva atracción: el motocross estilo libre (FMX), en la que se demostraban acrobacias con motos por toda la gran carpa (desde las gradas delanteras hasta el telón de la entrada de los artistas). 

### 2018:Le Privilège,una nueva carpa sin mástiles interiores
Durante el verano de 2018, Gilbert Gruss presentó su nueva carpa, llamada Le Privilège (en español, «El privilegio»), con visibilidad total de 360° al no tener mástiles interiores. La lona y las estructuras metálicas se fabricaron en Italia. Se montó por primera vez en el sur de Francia en julio de 2018. Sus dimensiones eran de 16 metros de altura y 42 metros de diámetro, con un aforo de 1 685 espectadores. 

### 2019 a 2020: regreso deLa Cathédrale
Después de una temporada, Le Privilège se retiró. Esta innovación había obligado a Gilbert Gruss a reducir las dimensiones de su sala de espectáculo. Por ello, en su lugar, decidió adaptar este mismo sistema de mástiles exteriores piramidales a la lona de La Cathédrale. Este proyecto, impulsado por el 35º aniversario, se hizo finalmente realidad en el verano de 2019, cuando dio comienzo el espectáculo de aniversario Bêtes de Cirque. Sin embargo, la pandemia de COVID-19 provocó el final anticipado de la temporada y el circo se vio obligado, en primera instancia, a reducir su capacidad, y más tarde a detener por completo su gira en marzo de 2020.
En septiembre de 2020, el circo retomó su gira en Aix-Les-Bains, con su nuevo espectáculo Excentrik. Pero ésta, la 36ª del circo Arlette Gruss, apenas había comenzado cuando se vio inmediatamente interrumpida por la segunda ola de la crisis sanitaria.

### 2021:l'Arche,una nueva carpa
En junio de 2021, Gilbert Gruss anunció que el espectáculo Excentrik se retomaría durante la temporada 2021-2022 bajo una nueva carpa. Ésta no tenía mástiles interiores, como La Cathédrale adaptada al formato de Le Privilège en 2020, las gradas se modificarían con asientos plegables acolchados, el espacio entre asientos y filas aumentó, los palcos situados alrededor de la pista también contarían con gradas de tres niveles para proporcionar una mejor visibilidad a las primeras filas. También era más fácil desplazarse por la sala de espectáculos, especialmente para las personas con movilidad reducida y el vestíbulo se adaptó a los dos nuevos bares tanto en el exterior como en el interior.

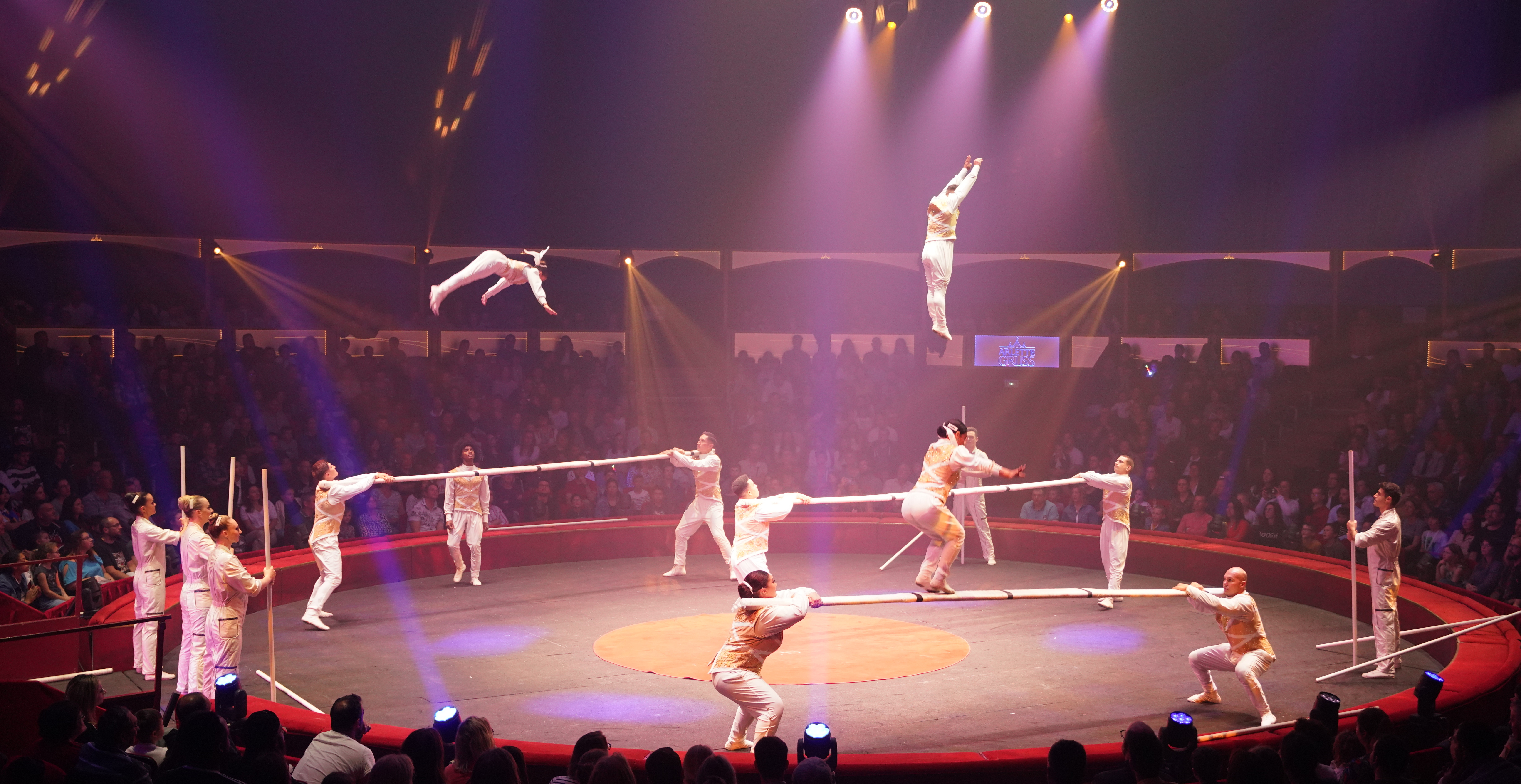
Las barras rusas en el espectáculo de 2024.

También se incorporaron los espectáculos con cena. Las gradas podían ajustarse para acomodar mesas y así servir comida al público mientras se desarrollaba el espectáculo en un ambiente tipo cabaret. Al igual que La Cathédrale, esta nueva obra reunió en conjunto el vestíbulo, la sala de espectáculo y las bambalinas; con un aforo de 600 comensales para las cenas-espectáculo, y en configuración normal, de 1 300 espectadores.
El 23 de febrero de 2022 dio comienzo la guerra entre Ucrania y Rusia y el circo Arlette Gruss empleó en su gira a casi 75 técnicos y prestadores de servicios de origen ucraniano. Además, en un gesto de solidaridad, enviaron autobuses a la frontera de Polonia para recoger a sus familias y alojarlas en Sarthe, en un complejo perteneciente al circo.

## Espectáculos (selección)

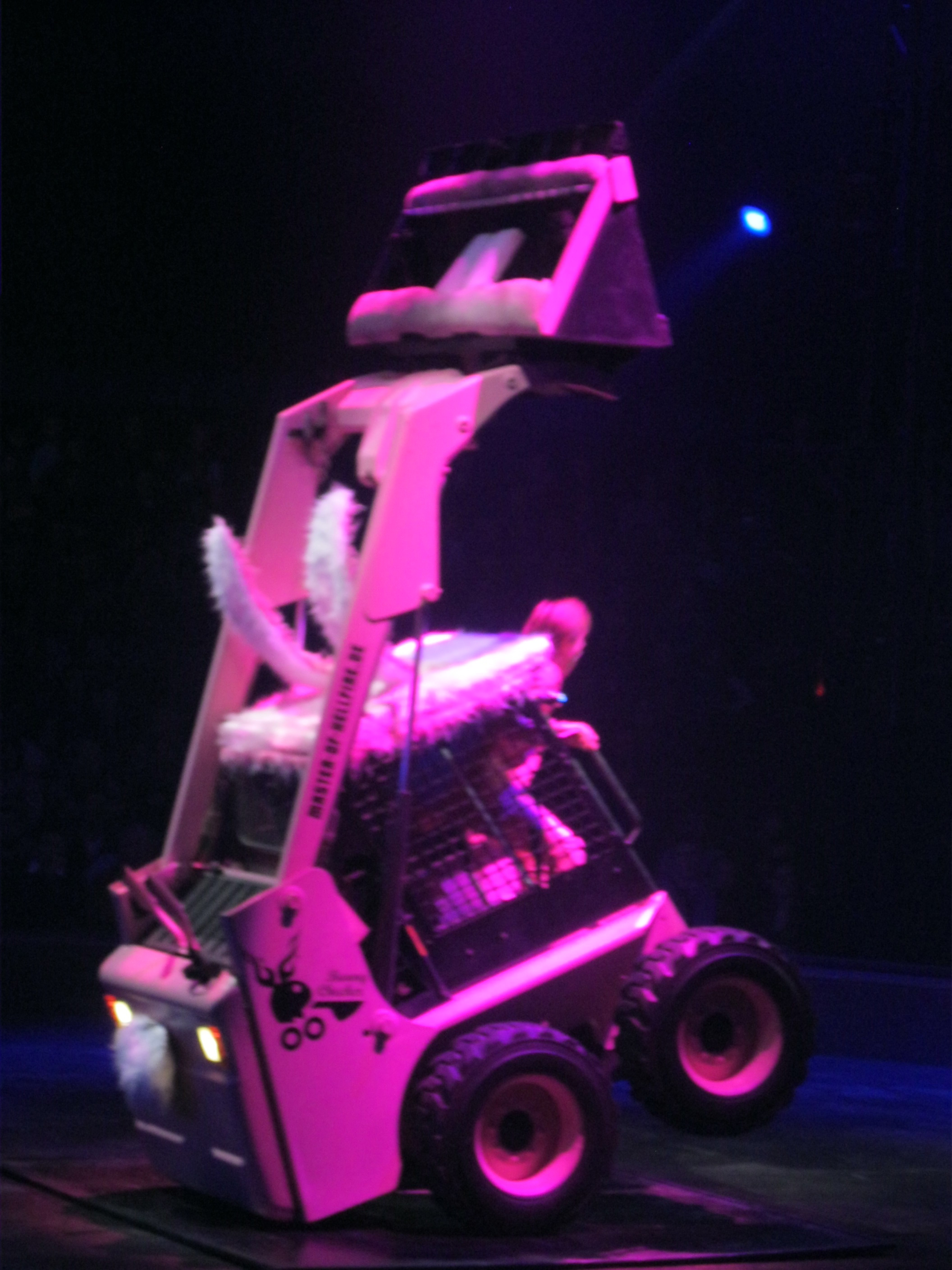
Des cascades à la pelle !, un número de retroexcavadora presentado en el programa de 2013.

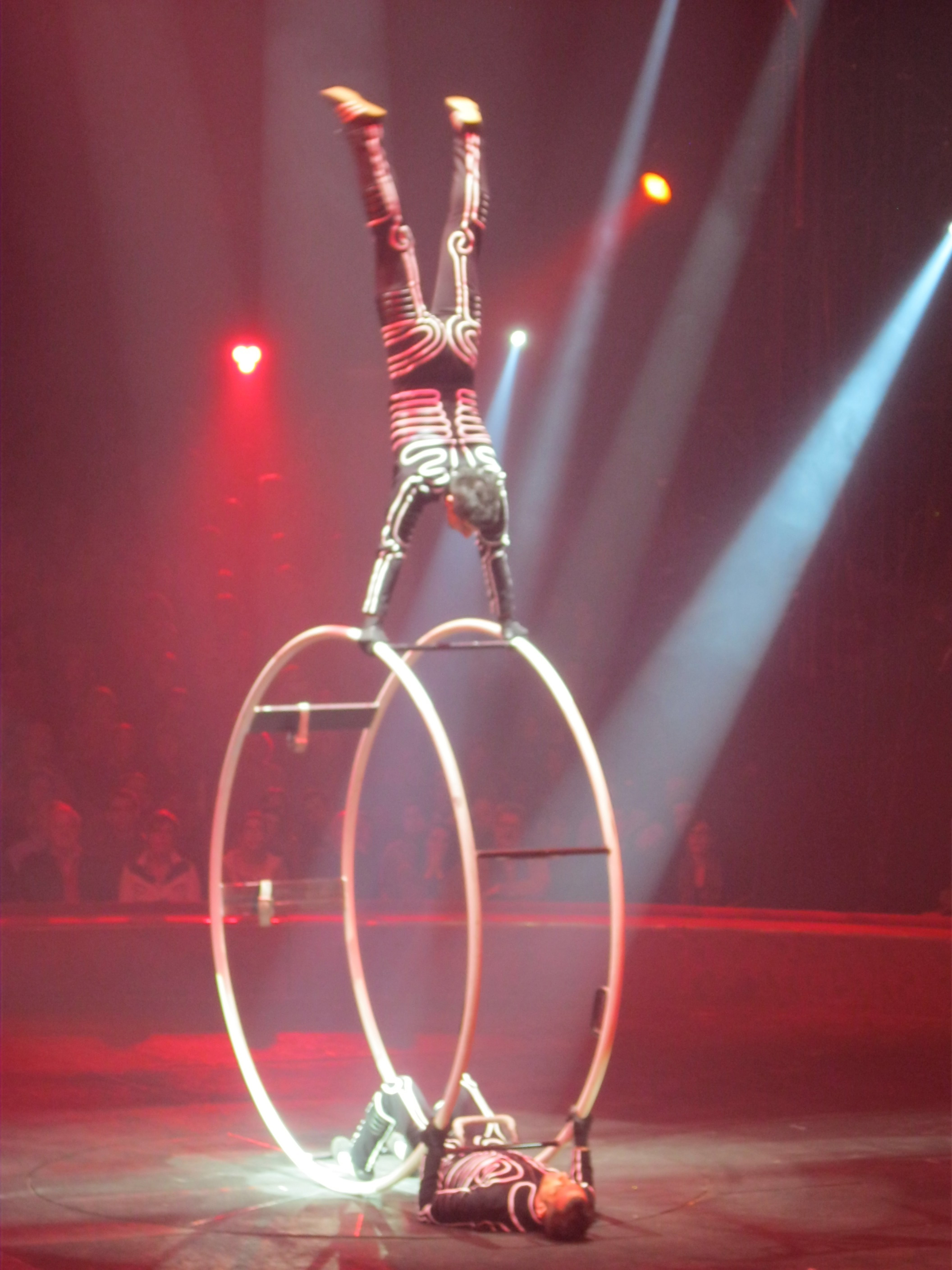
Número de rueda alemana en el programa 2013

- 1985: Le Cirque de France (gira en Irlanda).
- 1986: Cirque de France (gira en Francia).
- 1997: Les Années Cirque
- 2000: Arlette dépasse les bornes (conmemoración del 15 aniversario)
- 2001: L'année du Cirque
- 2002: Effervescence
- 2003: Carnaval
- 2004: FantAsie
- 2005: Rêves (conmemoración del 20 aniversario)
- 2006: Délires
- 2007: Pile ou Face
- 2008: Mirages
- 2009: La Cité du Cirque
- 2010: La Légende (conmemoración del 25 aniversario)
- 2011: Poussières d'Étoile
- 2012: L'Autre Monde
- 2013: Symphonik
- 2014: History
- 2015: Écris l'Histoire ! (conmemoración del 30 aniversario)
- 2016: Le Cirque
- 2017: Et l’on réinventa le Cirque
- 2018: De enero a junio de 2018 : Osez le Cirque
- 2019: De enero a mayo de 2019 : L'étoile en Héritage !
- Septiembre de 2019 a marzo de 2020 : Bêtes de Cirque (conmemoración del 35 aniversario, gira interrumpida por el confinamiento ligado al COVID-19 en marzo de 2020)
- Septiembre de 2020 a junio de 2021 : Excentrik (gira suspendida por la pandemia)
- Septiembre de 2021 a mayo de 2022 : Excentrik (nueva versión)
- Octubre de 2022 a mayo de 2023: Extravagant
- Octubre de 2023 a junio de 2024: Éternel

## Reconocimientos
En 2018, el Circo Ariete Gruss recibió el Big Top Label, uno de los máximos galardones en el mundo del circo, un sello de garantía y calidad que otorga el Parlamento Europeo.